# Nicholson (cràter)
Nicholson és un cràter d'impacte localitzat al limbe occidental de la Lluna. En aquesta posició està subjecte a libració, la qual cosa limita els períodes en els quals es pot observar des de la Terra, sempre amb un angle molt oblic. És una formació irregular, una mica en forma de pera, amb un brocal irregular a causa de la seva ubicació enmig d'un terreny accidentat. La vora és afilada i la paret interna varia en grossor, sent més estreta en el costat nord i més ampla en l'extrem sud. El sòl interior és aspre, d'extensió reduïda i desigual, sense impactes significatius. Presenta una petita cresta central.

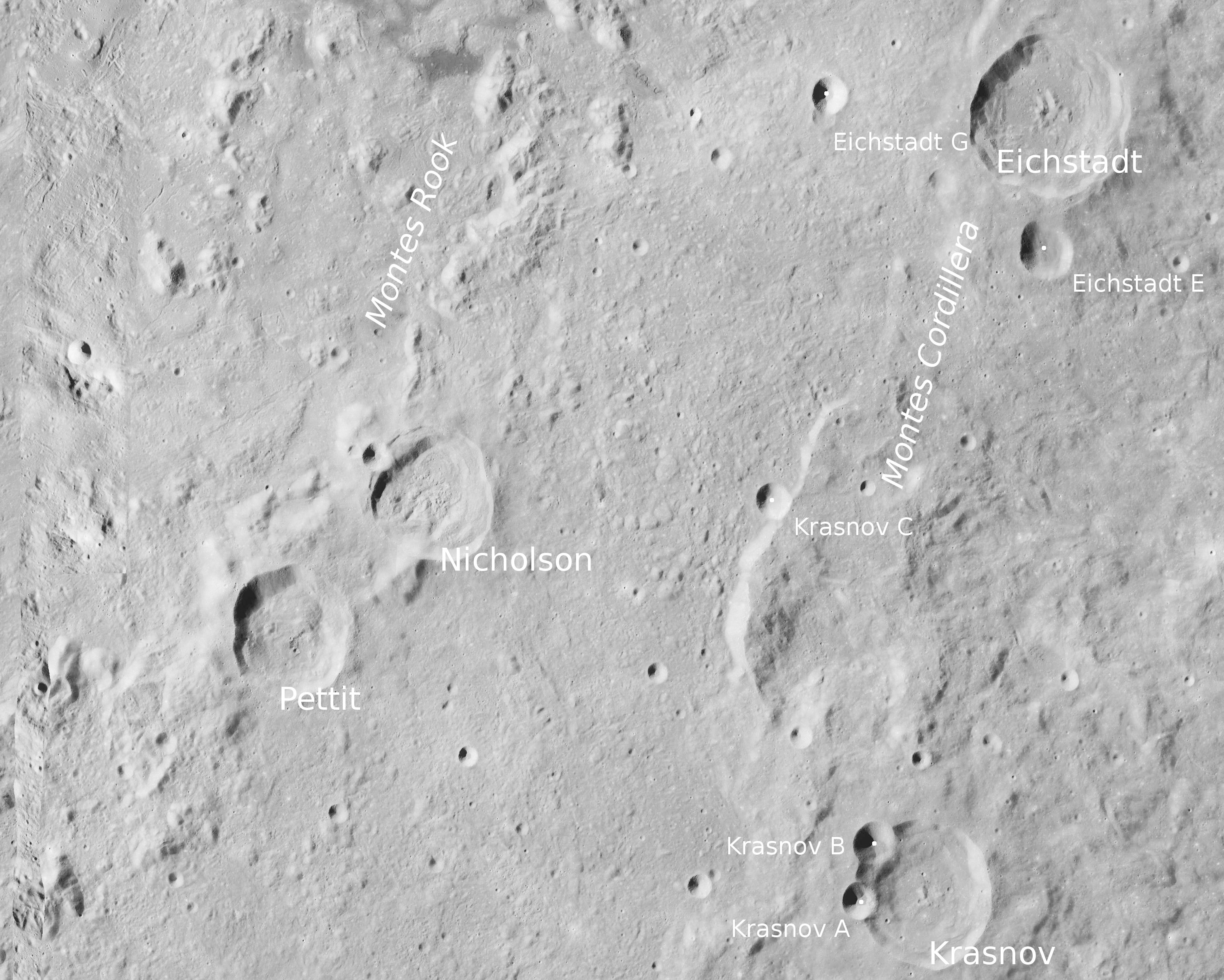
Entorn de Nicholson

Nicholson es troba en els Montes Rook, una formació de muntanyes en forma d'anell que envolta l'immens Mare Orientale. Es troba al nord-oest de Pettit.